# Runaljod – Ragnarok
Runaljod – Ragnarok (El sonido de las Runas - Ragnarok) es el tercer álbum del grupo noruego de folk nórdico Wardruna. Fue lanzado en 2016 por Indie Recordings/Fimbulljóð Productions.
El álbum es el tercero de la trilogía Runaljod, inspirada en las 24 antiguas runas del Futhark antiguo, las letras fueron compuestas por Kvitrafn en noruego, nórdico antiguo y protonórdico. 
El álbum fue precedido por el lanzamiento del primer sencillo Odal, el 21 de agosto de 2016.
El 6 de octubre de 2016, Wardruna lanzó un video musical para la canción Raido, el video fue filmado, dirigido y producido por el fotógrafo finés Tuukka Koski.

## Lista de canciones
| N.º | Título                                  | Duración |  |
| 1.  | «Tyr»                                   | 6:30     |  |
| 2.  | «UruR» (Uro)                            | 10:11    |  |
| 3.  | «Isa» (Hielo)                           | 7:13     |  |
| 4.  | «MannaR - Drivande» (Hombre - Torrente) | 4:09     |  |
| 5.  | «MannaR - Liv» (Hombre - Vida)          | 5:13     |  |
| 6.  | «Raido» (Viaje)                         | 4:46     |  |
| 7.  | «Pertho»                                | 2:18     |  |
| 8.  | «Odal» (Patrimonio)                     | 5:29     |  |
| 9.  | «Wunjo» (Alegría)                       | 5:20     |  |
| 10. | «Runaljod» (Sonido de las runas)        | 7:36     |  |

## Créditos

### Wardruna
- Kvitrafn - voz e instrumentos
- Lindy Fay Hella - voz

### Artistas invitados
- Eilif Gundersen - Lur de bronce, lur de abedul, cuerno de cabra, flauta de sauce, percusión de hielo
- Coro infantil Skarvebarna - coro
- Arne Sandvoll - voces
- HC Daalgard - voces
- Kjell Braaten - voces

## Posicionamiento
| Ranking (2016)                  | Posición más alta |
| ------------------------------- | ----------------- |
| Bélgica (Ultratop flamenca)     | 149               |
| Alemania (Offizielle Top 100)   | 68                |
| Escocia (Scottish Albums Chart) | 76                |
| Suiza (Schweizer Hitparade)     | 82                |